# Френе, Пьер
Пьер Френе́ (фр. Pierre Fresnay; наст. имя: Пьер Лоденбак (фр. Pierre Laudenbach), 4 апреля 1897, Париж, Франция — 9 января 1975, Нейи-сюр-Сен, О-де-Сен, Франция) — французский актёр театра и кино.

## Биография
Пьер Жюль Луи Лоденбак родился 4 апреля 1897 года в Париже в семье профессора философии Жана-Анри Лоденбака и Дезире Клер Дитц (1870—1960). Впервые вышел на театральную сцену в 14-летнем возрасте — благодаря своему дяде Клоду Гарри, модному в то время актёру театра Комеди Франсез, сыграл небольшую роль в спектакле «Цапля» (фр. L’Aigrette) в Театре Реджан (фр. Théâtre Réjane). В 1914 году Пьер поступил на драматическое отделение Высшей национальной консерватории драматического искусства, где учился в классе Поля Муне и Жоржа Берра. Через год он был принят в труппу театра Комеди Франсез, где проработал до 1927 года.
В кино Пьер Френе начал сниматься в 1915 году. Первую свою большую кинороль сыграл в 1931 году в «Мариусе» — экранизации одноимённой пьесы Марселя Паньоля, снятой режиссёром Александром Кордой. Сыграл эту роль он и в двух последующих частях кинотрилогии, «Фанни» (1932, реж. Марк Аллегре) и «Сезар» (1936, реж. Марсель Паньоль).
Широкую популярность Пьеру Френе принесла роль лейтенанта Де Буельдьё в фильме режиссёра Жана Ренуара «Великая иллюзия» (1937).
Во время немецкой оккупации Франции во время Второй мировой войны Френе работал во франко-немецкой кинокомпании Continental Films, снявшись, в частности, в фильмах «Последний из шести» (1942), «Убийца живёт в доме № 21» (1942) и «Ворон» (1943) Анри-Жоржа Клузо. После войны Пьер Френе был арестован, но через шесть недель освобождён за недостаточностью улик.
В 1947 году он сыграл роль Венсана Де Поля в фильме Мориса Клоша «Месье Венсан», за которую получил Кубок Вольпи за лучшую мужскую роль на Венецианском кинофестивале 1947 года.
В 1954 году Пьер Френе опубликовал мемуары под названием «Я — актёр» (фр. Je suis comеdien). Продолжал регулярно выступать в кино и на сцене вплоть до 1960 года. В 1970-х годах появился в нескольких фильмах на телевидении.
За годы своей кинокарьеры Пьер Френе снялся в более чем 80-ти фильмах, в восьми из которых его партнёршей была Ивонн Прентан, на которой актёр был женат с 1934 года.
Пьер Френе был награждён орденом Франциски, основанным в 1941 году руководителем коллаборационистского правительства Виши маршалом Филиппом Петеном.
Умер Пьер Френе 9 января 1975 года, в возрасте 77 лет, в Нёйи-сюр-Сен от респираторного заболевания и похоронен там рядом со своей женой.

## Фильмография
- 1915 : Сначала Франция / France d’abord (к /м)
- 1916 : Всё так же / Quand même
- 1922 : Чёрный бриллиант / Le diamant noir — Бувье
- 1922 : Парижские тайны / Les mystères de Paris — Франсуа Жермен
- 1923 : Маленький Жак / Le petit Jacques — Поль Лавердак
- 1924 : Нищенка из Сен-Сюльпис / La mendiante de Saint-Sulpice
- 1924 : Первое оружие Рокамболя / Les première armes de Rocambole — Жан Робер
- 1924 : Похождения Рокамболя / Les amours de Rocambole — Жан Робер
- 1929 : Безумная девственница / La vierge folle — Гастон де Шаран
- 1930 : И это тоже!… Это Париж / Ça aussi!… c’est Paris
- 1931 : Мариус  / Marius — Мариус
- 1932 : Фанни  / Fanny — Мариус
- 1934 : Дама с камелиями / La dame aux camélias — Арман Дюваль
- 1934 : Человек, который слишком много знал / The Man Who Knew Too Much — Луи
- 1936 : Роман о бедном молодом человеке / Le roman d’un jeune homme pauvre — Максим Отрив де Шамси
- 1936 : Глазами Запада  / Sous les yeux d’Occident — Разумов
- 1936 : Сезар  / César — Маріус Оливье
- 1937 : Мадемуазель врач / Mademoiselle Docteur — капитан Жорж Каррер
- 1937 : Великая иллюзия  / La grande illusion — лейтенант Де Буэльдьё
- 1937 : Молчаливая битва / La bataille silencieuse — Бордье
- 1937 : Пуританин / Le puritain — комиссар Лаван
- 1937 : Шери-Биби / Chéri-Bibi — Френсис по прозв. Шери-Биби
- 1938 : Адриена Лекуврёр / Adrienne Lecouvreur — Морис де Сакс
- 1938 : Три вальса / Les trois valses — Октав, Филипп и Жерар де Шаленси
- 1939 : Призрачная повозка / La charrette fantôme — Девид Голм
- 1941 : Дуэль / Le duel — панотець Даніель Море
- 1941 : Последний из шести / Le dernier des six — комиссар Венс
- 1942 : Газета выходит в 5 часов / Le journal tombe à cinq heures — Пьер Рабо, репортёр
- 1942 : Убийца живет в.. 21-м / L’assassin habite.. au 21 — инспектор Венцеслас Венс
- 1943 : Рука дьявола / La main du diable — Ролан Бриссо
- 1943 : Бесконечная лестница / L’escalier sans fin — Пьер
- 1943 : Ворон  / Le corbeau — доктор Реми Жермен
- 1944 : Пассажир без багажа / Le voyageur sans bagages — Гастон
- 1946 : Дочь дьявола / La fille du diable — Людовик Мерсье / Саже
- 1946 : Посетитель / Le visiteur — Саваль
- 1947 : Месье Венсан  / Monsieur Vincent — Венсан де Поль
- 1949 : Барри / Barry — отец Теотим
- 1949 : Вышел в свет / Vient de paraître — Моска
- 1949 : На балконе / Au grand balcon — Карбо
- 1950 : Парижский вальс / La valse de Paris — Жак Оффенбах
- 1950 : Бог нуждается в людях / Dieu a besoin des hommes — Томаса Гурвеннек
- 1951 : Господин Фабр / Monsieur Fabre — Анри Фабре
- 1951 : Поездка в Америки / Le voyage en Amérique — Гастон Фурнье
- 1951 : Перфекционист / Un grand patron — профессор Луи Делаж
- 1952 : Полночь, доктор Швейцер / Il est minuit, docteur Schweitzer — доктор Альберт Швейцер
- 1953 : Дорога Наполеона / La route Napoléon — Эдуар Мартель
- 1954 : Расстрига / Le défroqué — Морис Моран
- 1955 : Беглецы / Les évadés — лейтенант Пьер Келлер
- 1955 : Аристократы  / Les aristocrates — маркиз де Мобран
- 1956 : Человек с золотым ключом / L’homme aux clefs d’or — Антуан Фурнье
- 1957 : Страусиные яйца / Les oeufs de l’autruche — Ипполит Баржу
- 1957—1966 : Камера исследует время (сериал) / La caméra explore le temps — рассказчик
- 1957 : Фанатики / Les fanatiques — Луи Варгас
- 1958 : И твою сестру / Et ta soeur — Бастье дю Бокаж
- 1959 : Бандиты / Les affreux — Сезар Дандье
- 1960 : Тысячное окно / La millième fenêtre — Арман Валлен

## Премии и номинации
| Год                                               | Категория                                             | Фильм                 | Результат |
| ------------------------------------------------- | ----------------------------------------------------- | --------------------- | --------- |
| Венецианский кинофестиваль                        |                                                       |                       |           |
| 1947                                              | Кубок Вольпи за лучшую мужскую роль                   | Месье Венсан          | Победа    |
| Итальянский национальный синдикат киножурналистов |                                                       |                       |           |
| 1951                                              | Премия «Серебряная лента» лучшему иностранному актёру | Бог нуждается в людях | Победа    |
| Межнародный кинофестиваль в Карловых Варах        |                                                       |                       |           |
| 1952                                              | Лучший актёр                                          | Месье Фабре           | Победа    |
| Премия BAFTA                                      |                                                       |                       |           |
| 1953                                              | Лучший иностранный актёр                              | Бог нуждается в людях | Номинация |
| 1957                                              | Лучший иностранный актёр                              | Расстрига             | Номинация |